# أنجيلو فيغا رودريغيز
أنجيلو فيغا رودريغيز (3 يناير 1985 - ) هو لاعب كرة قدم سويدي في مركز الوسط. شارك مع منتخب السويد لكرة قدم الصالات. أما مع النوادي، فقد لعب مع نادي أورغريته وIK Oddevold ‏ وQviding FIF ‏ وIFK Uddevalla ‏.

## وصلات خارجية
- أنجيلو فيغا رودريغيز على موقع قاعدة بيانات كرة القدم.إي يو (الإنجليزية)